# Pietro Perna
Pour les articles homonymes, voir Perna.
Pietro Perna (v. 1520 – 16 août 1582) est un imprimeur italien de la Renaissance.

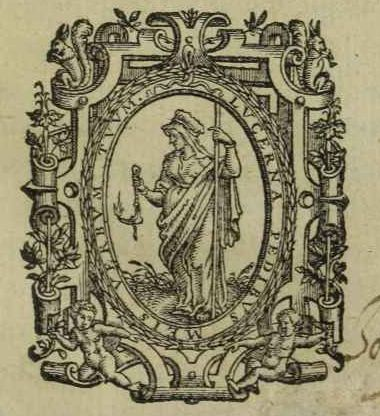
Marque typographique de Perna (BEIC)

## Biographie
Originaire de Lucques, protestant, disciple de Pietro Martire Vermigli, Perna s'installe à Bâle en 1542 comme assistant de Johannes Oporinus. Il se met à son compte en 1558. Il acquiert l'imprimerie de Thomas Platter. Ses relations italiennes à Padoue font de lui un lien entre les penseurs et écrivains réformés comme Lelio Sozini, Celio Secondo Curione et Theodor Zwinger l'Ancien. Parmi les protestants italiens qu'il a publiés, outre Vermigli : Pier Paolo Vergerio, Bernardino Ochino, Lelio Sozzini, Sebastian Castellio.
Il tente en 1575 une édition complète des œuvres du médecin-alchimiste Paracelse qui aboutit en définitive à la publication de 26 ouvrages, puis en 1581 à l'Opus Chirurgicum, comprenant certains de ses écrits sur les plaies et la syphilis. Il publie également Thomas Erastus, grand critique de Paracelse.